# (13673) Urysohn
(13673) Urysohn ist ein Asteroid des Hauptgürtels, der am 1. Juni 1997 vom italo-amerikanischen Astronomen Paul G. Comba am Prescott-Observatorium (IAU-Code 684) in Arizona entdeckt wurde.
Der Asteroid wurde am 23. Mai 2000 nach dem russischen Mathematiker und Topologen Pawel Samuilowitsch Urysohn (1898–1924) benannt, der von einigen Fragen Jegorows inspiriert sich mit dem Dimensionsbegriff in der mengentheoretischen Topologie beschäftigte, ohne die Arbeiten des berühmten Topologen Brouwer zu kennen.